# لين لارسن
لين لارسن (3 فبراير 1963 - ) (بالإنجليزية: Lyn Larsen)‏ هي لاعبة كريكت أسترالية. شاركت مع منتخب أستراليا الوطني للكريكت.

## وصلات خارجية
- لين لارسن على موقع إي آس بي آن كريك إنفو (الإنجليزية)
- لين لارسن على موقع قاعة أستراليا للمشاهير الرياضية (الإنجليزية)